# سوفیا پروسکایا (انقلابی روس)
سوفیا لوونا پروسکایا (روسی: Со́фья Льво́вна Перо́вская; ۱۳ سپتامبر [سبک قدیمی: ۱ سپتامبر] ۱۸۵۳  – ۱۵ آوریل [سبک قدیمی: ۳ آوریل] ۱۸۸۱) انقلابی روسی و عضو سازمان انقلابی نارودنایا ولیا بود. او به سازماندهی  ترور الکساندر دوم روسیه کمک کرد که به خاطر آن او را به دار آویختند.
ریساکوف (از عاملان ترور) دستگیر شد و در حالی که در بازداشت بود، در تلاش برای نجات جان خود، با بازرسان همکاری کرد. شهادت او سایر شرکت کنندگان را درگیر کرد و پلیس تزاری سوفیا پروسکایا را به همراه دیگر دست اندرکاران در ۲۲ مارس دستگیر کرد. ریساکوف هویت همه زندانیان را افشا کرد. اگرچه او بسیاری از آنها را فقط با نام مستعار حزبشان می شناخت، اما توانست نقشی را که هر کدام ایفا کرده بودند، توصیف کند.
سه دهه پس از مرگش، پروسکایا الهام بخش فمینیست ژاپنی کاننو سوگاکو شد که در سال ۱۹۱۰ در طرحی برای ترور امپراتور میجی نقش داشت. کانو نیز به دار آویخته شد.